# Concert champêtre
Ne doit pas être confondu avec Le Concert champêtre ou Sonate champêtre.
Le Concert champêtre est une œuvre de Francis Poulenc pour clavecin et orchestre composée en 1928.

## Contexte
Lors d'un concert privé chez la princesse de Polignac, le 25 juin 1923, Wanda Landowska tient la partie de clavecin et interprète le Retable de Maître Pierre de Manuel de Falla. La claveciniste déclare alors que « tous les musiciens ici présents doivent écrire pour moi, car le clavecin n'est pas une pièce de musée »,. Ricardo Viñes introduit alors Francis Poulenc auprès de Wanda Landowska et cette dernière l'invite dès lors chez elle.
C'est à partir de 1926 que Francis Poulenc décide d'écrire le Concert champêtre, alors qu'il suit le travail d'élaboration du Concerto pour clavecin de Manuel de Falla qui est interprété par Wanda Landowska. Il compose l’œuvre à partir de 1927 et l'achève en septembre 1928, travaillant en étroite collaboration avec la claveciniste. Il n'a alors composé pour l'orchestre qu'une seule œuvre d'envergure, son ballet Les Biches. Cependant, ses précédentes pièces montrent un goût pour le timbre des instruments à vent, qu'ils soient présentés seuls, ou couplés à la voix, aux cordes voire au piano.

## Création
Le Concert champêtre connait d'abord une interprétation privée chez Wanda Landowska où la claveciniste joue la partie de soliste et où Poulenc joue au piano la partie orchestrale. De cette séance, Jacques de Lacretelle brosse le tableau dans son ouvrage L'Écrivain public : « Son [Poulenc] jeu est rapide, fougueux, éclatant. Il est sûr de soi ; nourri de tout ce que la musique a produit de neuf et de hardi depuis vingt-cinq ans, il entend imposer sa nouveauté et sa hardiesse propres. Et l'alliance qu'il a conclue avec l'instrument de Rameau et de Couperin, marque bien sa position. Tout le baroque, toutes les surprises de l'harmonie moderne sont comme volatilisées par les sons du clavecin. »,.
L'œuvre est créée le 3 mai 1929 salle Pleyel par Wanda Landowska — dédicataire de la partition — au clavecin et l'Orchestre symphonique de Paris placé sous la direction de Pierre Monteux,. À partir de ce moment là, Wanda Landowska va jouer l'œuvre dans toute l'Europe et aux États-Unis, et Francis Poulenc aura même l'occasion de l'interpréter lui-même, sur un piano cependant et non un clavecin,.

## Structure
L'œuvre comprend trois mouvements de « structure libre, rhapsodique » :
1. Allegro molto, qui s'ouvre sur un Adagio ;
2. Andante, « mouvement de Sicilienne » ;
3. Finale. Presto « très gai ».

L'exécution du Concert champêtre dure à peu près vingt-cinq minutes.

## Instrumentation
Le Concert champêtre requiert à l'orchestre, :
| Instrumentation du Concert champêtre                                                                    |
| Bois |
| 2 flûtes (la 2e jouant piccolo), 2 hautbois (le 2e jouant cor anglais), 2 clarinettes, 2 bassons        |
| Cuivres                                                                                                 |
| 4 cors, 2 trompettes, 1 trombone, 1 tuba                                                                |
| Percussions                                                                                             |
| timbales, percussions (tarole, tambour, grosse caisse, tambour de basque, triangle, cymbale, xylophone) |
| Cordes                                                                                                  |
| premiers violons, seconds violons, altos, violoncelles, contrebasses                                    |

## Analyse

### Analyse formelle: une juxtaposition des dynamiques, thèmes et tonalités
Dans son analyse formelle du Concert champêtre, Philippe Blay démarque trois paramètres d'importances : les dynamiques, les thèmes musicaux ainsi que les tonalités. Sur le plan des dynamiques, les différents mouvements comprennent chacun plusieurs sections aux dynamiques contrastantes, tout en ayant une certaine symétrie. Ainsi, dans le premier mouvement on retrouve les dynamiques suivantes :
| = 54 | = 120 | = 108 | = 120 | = 138 | = 52 | = 120 |
| ---- | ----- | ----- | ----- | ----- | ---- | ----- |

Ces tempi vont de pair avec la forme, car si le premier mouvement présente une structure sonate, il n'y a pas de développement à proprement parler, mais une juxtaposition des différents matériaux musicaux. Philippe Blay relève un grand nombre de thèmes, ou plutôt de cellules thématiques, les thèmes développé à partir de ces cellules thématiques étant alors reliés entre eux. Cependant, si les différents mouvements sont liés entre eux, notamment par des rappels ou des anticipations des autres mouvements, Philippe Blay réfute pour autant une idée de forme cyclique, les thèmes étant beaucoup trop morcelés et diffus pour cela. Il parle cependant d'une construction rémanente où la mémoire de l'auditeur fait d'elle-même la reconstruction thématique entre les mouvements. Pour ce qui est des tonalités, elles sont aussi variées que les changements de dynamique. Francis Poulenc module de façon abrupte, en juxtaposant les tonalités à la manière de l'usage de la couleur dans le fauvisme. Ainsi, les juxtapositions thématiques, dynamiques et tonales sont faites de façon logiques entre elles, et s'inscrivent dans une esthétique globale de l'œuvre.

### Analyse orchestrale

#### Concertatioentre l'orchestre et le clavecin
Comme dans beaucoup des œuvres de Francis Poulenc, la répartition instrumentale se fait à part égale entre les vents et les cordes, ainsi qu'avec une forte présence des percussions. Les vents énoncent d'ailleurs la plupart des thèmes musicaux répertoriés. De plus, dans le discours musical, Francis Poulenc a tenu compte du clavecin Pleyel que possédait Wanda Landowska, ce qui inclut un paramètre supplémentaire à la construction de l'orchestre telle qu'entendue par le compositeur. Si ce dernier autorise l'interprétation sur piano, comme il l'écrit sur la page de titre, et l'a lui-même mise en pratique, ses propos sont sans détours : « La version de piano du Concert champêtre n'est qu'un pis aller [...]. Toute œuvre de clavecin jouée au piano est forcément trahie. Il n'existe pas au monde un pianiste capable de faire autre chose qu'un à peu près lorsqu'il exécute au piano une œuvre de clavecin, car il y a aussi loin du clavecin au piano que de l'orgue au piano »,. Concernant le jeu du clavecin lui-même, il est autant utilisé dans son usage en référence à la musique baroque française que dans un usage très xxe siècle, puisqu'il est fait usage des notations anciennes (pincé, appogiature, coulé, accaciatura) que comme instrument de percussion, instrument timbrique et non mélodique voire caisse de résonance.

#### Mélange des timbres entre orchestre et clavecin
Philippe Blay répertorie cinq types d'écriture dans le Concert champêtre : une écriture du continu, proche de la musique baroque, une écriture en bloc de timbres, une autre plus proche de la musique de chambre, une quatrième basée sur le balancement rythmique et la répétition et enfin une écriture en mélodie accompagnée.

## Esthétique